# Idlib (provins)
Idlib, formellt Muhafazat Idlib (arabiska: محافظة إدلب), är en provins (muhafaza) i nordvästra Syrien, med gräns mot Turkiet i nordväst. Den administrativa huvudorten och största staden är Idlib, och den näst största staden är Maarrat an-Numan. Befolkningen uppgick till 1 393 000 invånare i slutet av 2008, på en yta av 6 097 kvadratkilometer.

## Administrativ indelning
Provinsen är indelad i fem distrikt, mintaqa:
- Ariha
- Harim
- Idlib
- Jisr ash-Shughur
- Maarrat an-Numan